# قرة ويسي (مازو)
قرة ویسي (بالفارسية: قره‌ویسی) هي قرية تقع في قسم مازو الريفي، بمقاطعة أنديمشك التابعة لمحافظة خوزستان، إيران. يقدر عدد سكانها بـ 37 نسمة حسب الإحصاء السكاني الذي تمّ في عام 2006.